# Mallyó József
Mallyó József (Hlinik (Trencsén megye), 1744. augusztus 10. – 1818. október 20.) jászó-premontrei kanonok.

## Élete
Mallyó Mátyás és Haray Katalin fia. Atyját korán elvesztvén, özvegy anyja nevelte és kilencéves korában Nagyszombatba ment a gimnázium alsó osztályába; 1758-60-ig mint trencséni konviktor a felsőbbeket végezte és Komáromba ment a retorikai osztályba, melyet Győrben folytatott. 1762-ben Nagyszombatban a bölcseletet, 1766-67-ben a hazai törvényt ugyanott hallgatta, ahol Kovachich Márton volt iskolatársa. Ezután Szakmáry András ügyvédhez ment gyakorlatra Lévára, 1770-ben azonban visszatért Nagyszombatba, ahol a birodalmi és római jogot tanulta. 1771-ben Jászón a premontréi rendbe lépett. Fölszenteltetése után több helyt tanárkodott, 1772-ben levéltárnok és a rendi könyvtár őre, 1780. június 4-től plébános Mindszenten, 1810-ben jászókerületi alesperes. Nagyszerű éremgyűjteményt szerzett, mely a magyar és erdélyországi fejedelmek pénzeire nézve teljesnek mondható és a jászói könyvtárban őriztetik.
Negyedévszázadon át fáradozott a jászóvári pérpostság hazánkban viselt dolgainak összeállításán. Az adatokban és oklevelekben gazdag foliókötetet díszesen ki is állította, de csak kéziratban maradt e címen: Brevis notitia Circariae Hungaricae sacri canonici et exempti ordinis premonstratensis, olim in inclito regno Hungariae florentissimi, quam ex fide diplomatum manuscriptorum, necnon ex collcetaneis editorum authorum adornavit (ívrét 362. l.).

## Műve
- Cor VIVIDVM LIberae et regIae CanonIae IaszoV festIVa qVIngVagenarII saCerDotaLIs honorIs ornatVM ... Kassa, (1776. Tót szöveggel).

### Kézirata
- Abbatia B. M. Virginis de Széplak Ord. S. Benedicti. Accedit auctoris autobiographia. A. 1811. 4rét 14 lap (a Magyar Nemzeti Múzeumban).